# 雕阴郡
雕阴郡，中国古代的郡。
隋朝大业三年（607年）改上州置，治所在上县（今陕西省绥德县）。户三万六千一十八，下辖十一县：上县、大斌县、延福县、儒林县、真乡县、开光县、银城县、城平县、开疆县、抚宁县、绥德县。唐朝貞觀二年（628年）废，改置银州、绥州。领儒林、抚宁、开疆、大斌等县。